# Karyes (Peloponneso)
Karyes (in greco Καρυές?), in italiano Carie, è una ex comunità della Grecia nella periferia del Peloponneso di 926 abitanti secondo i dati del censimento 2001.
È stata soppressa a seguito della riforma amministrativa detta piano Kallikratis in vigore dal gennaio 2011 ed è ora compresa nel comune di Sparta.